# CSS Jackson
CSS Jackson – kanonierka bocznokołowa marynarki Skonfederowanych Stanów Ameryki (Confederate States Navy) z okresu wojny secesyjnej.

## Historia
Okręt został zbudowany w Cincinnati w 1849 jako cywilny szybki bocznokołowy holownik rzeczny z napędem parowym, noszący nazwę „Yankee”. 9 maja 1861 został zakupiony przez komandora por. L. Rousseau w imieniu rządu Skonfederowanych Stanów Ameryki w Nowym Orleanie i wcielony do marynarki jako CSS „Jackson”. Okręt został wzmocniony i uzbrojony w dwa gładkolufowe odprzodowe działa 32-funtowe.

## Służba podczas wojny secesyjnej
6 czerwca 1861 dowódcą okrętu został kapitan marynarki (Lt.) W. Gwathmey. Został on skierowany początkowo do eskadry komandora G. Hollinsa, działającej w górnym biegu Missisipi, w rejonie nowo opanowanego miasta Columbus w Kentucky.
4 września 1861 doszło do pierwszego spotkania na rzece między okrętami obu stron, kiedy to „Jackson” wspierany przez baterie nadbrzeżne stoczył krótką nierozstrzygniętą potyczkę z silniejszymi od niego kanonierkami chronionymi drewnem (timberclads) USS „Lexington” i „Tyler" pod Hickman w Kentucky. Okręty Unii wycofały się, gdy prąd zaczął je znosić w kierunku pozycji konfederatów. 10 września doszło do kolejnej potyczki z kanonierkami timberclads „Lexington” i „Conestoga” pod Lucas Bend w stanie Missouri. „Jackson” był wspierany przez artylerię z brzegu, ale po uszkodzeniu pociskiem 8-calowym w sterówkę i burtę, wycofał się, na jednej działającej maszynie parowej.
CSS „Jackson” następnie został przebazowany w dół rzeki wraz z eskadrą Hollinsa i 12 października 1861 wziął udział w starciu zespołu konfederackiego wraz z taranowcem CSS „Manassas” z okrętami Unii wpływającymi na deltę Missisipi, zakończonym uszkodzeniem okrętów Unii i odwrotem obu stron. Następnie przeszedł w skład sił broniących fortów Jackson i St. Philip, zagradzających dostęp do Nowego Orleanu, które były ostrzeliwane przez okręty moździerzowe Unii między 18 a 24 kwietnia. 23 kwietnia „Jackson” został wysłany w celu uczynienia kanałów powyżej fortów niedostępnymi dla okrętów Unii, lecz zadanie to okazało się niewykonalne i okręt powrócił do Nowego Orleanu. Jego dowódcą był wówczas kpt. mar. (Lt) F. B. Renshaw. Po kapitulacji Nowego Orleanu, „Jackson” został tam samozatopiony przez konfederatów.